# (17242) Leslieyoung
(17242) Leslieyoung (2000 EX130) – planetoida z pasa głównego asteroid okrążająca Słońce w ciągu 4,02 lat w średniej odległości 2,53 j.a. Odkryta 11 marca 2000 roku.